# Пакърд Бел
Пакърд Бел е фирма, производител на компютри. Въпреки подобието в наименованията, тя няма отношение към Хюлет-Пакард, Пакард, Пасифик Бел, Бел Лабораторис или Дел.
Едно от нещата, които отличават Пакърд Бел от другите преносими компютри, е дизайнът. Те имат собствена фирма за дизайн – „Пакърд Бел Дизайн Студио“. Дизайнът и характеристиките са насочени към максимум удоволствие и развлечение.

## История
Създадена е през 1926 г. в САЩ, като е произвеждала радиоприемници. В течение на Втората световна война е доставяла електроника на армия на САЩ. По-късно Пакърд Бел излиза на пазара на телевизори, започва също да произвежда и компютри.
През 1986 г. група израелски инвеститори изкупува марката Пакърд Бел за създаване на нова компания, занимаваща се с производството на Ай Би Ем-съвместими компютри. В края на 1990-те фирмата е купена от компанията НЕК.
През 2008 г. компанията Пакърд Бел е купена от корпорацията Ейсър и става нейната дизайнерска дъщерна фирма.